# 선생님의 애완 동물
선생님의 애완 동물(Teacher's Pet)은 미국에서 제작된 조지 시톤 감독의 1958년 영화이다. 클라크 게이블 등이 주연으로 출연하였고 윌리암 펄버그 등이 제작에 참여하였다.

## 출연

### 주연
- 클라크 게이블
- 도리스 데이

### 조연
- 기그 영
- 마미 밴 도런
- 닉 애덤스
- 피터 볼드윈
- 마리온 로스
- 찰스 레인
- 잭 알버트슨
- 플로렌즈 아메즈
- 해리 앤트림
- 비비안 나단
- 아미 아처드
- 테리 벡커
- 시릴 드르반티
- 산드라 구드
- 마가렛 뮤즈
- 엘리자베스 하로워

## 제작진
- 의상: 에디스 헤드